# Čierny vrch (Strážovské vrchy)
Čierny vrch (1 068,4 m n. m.  ) je čtvrtý nejvyšší vrch CHKO Strážovské vrchy.
Jeho vrchol je částečně zalesněný - s výhledem na Kľak, Malou Fatru a Inovec.

## Poloha
Nachází se v severní polovině pohoří, v geomorfologickém podcelku Zliechovská hornatina a části Strážov. Vrchol leží na rozhraní Žilinského a Trenčínského kraje, na hranici Žilinského a Považskobystrického okresu. Hřeben je zároveň hranicí katastrálních území obcí Čičmany a Pružina. Je součástí Chráněné krajinné oblasti Strážovské vrchy.

## Přístup
- po  zelené značce z rozcestí pod Strážovom